# Курненська волость
Курненська волость — історична адміністративно-територіальна одиниця Новоград-Волинського повіту Волинської губернії Російської імперії. Волосний центр — село Курне.

## Історія
Станом на 1885 рік складалася з 10 поселень, 5 сільських громад. Населення — 6600 осіб (3388 чоловічої статі та 3212 — жіночої), 254 дворових господарств.
|                     | Площа, десятин | У тому числі орної, дес. |
| ------------------- | -------------- | ------------------------ |
| Сільських громад    | 6459           | 1875                     |
| Приватної власності | 20480          | 3616                     |
| Казенної власності  | —              | —                        |
| Іншої власності     | 70             | 42                       |
| Загалом             | 27099          | 5533                     |

Основні поселення волості:
- Курне — колишнє власницьке село, 925 осіб, 71 двір, волосне управління (повітове місто — 36 верст; православна церква , школа, постоялий будинок, лавка. За 10 версту — порцелянова фабрика Довбиш. За 11 верст — колонія Амалин з лютеранським молитовним будинком. За 12 верст — смоляний завод. За 13 верст — скляний завод Адамівка. За 14 верст — німецька колонія Недбаївка з лютеранським молитовним будинком.
- Рудня-Непомуценівка — колишнє власницьке село при р. Тні, 115 осіб, 12 дворів, водяний млин, смоляний завод.
- Соколів — колишнє державне містечко при р. Тні, 130 осіб, 12 дворів, православна церква, євангельський молитовний будинок, корчма, лавка.
- Янушівка — колишнє власницьке село при р. Тенька, 28 осіб (приватних осіб 475), 3 двора, каплиця старовірів, постоялий будинок[1].

У 1923 році на території волості утворено Довбиську, Курненську, Лугську, Недбаївську, Очеретянську, Соколівську, Старо-Майданську, Тетірську, Улашанівську, Яблунську та Янушівську сільські ради. 7 березня 1923 року, відповідно до указу ВУЦВК «Про адміністративно-територіальний поділ», територію волості включено до складу новоутвореного Пулинського району Житомирської округи.